# ورونیکا (فیلم ۲۰۱۷)
ورونیکا (به اسپانیایی: Veronica)، یک فیلم روانشناسانهٔ مهیج اسپانیایی‌زبان ساختِ مکزیک با بازی اولگا سگورا و آلسریا رامیرس است که در سال ۲۰۱۷ منتشر شد.

## خلاصهٔ داستان
یک روانشناس میانسال که سال‌هاست تمریناتش را قطع کرده‌است، تصمیم می‌گیرد مورد ورونیکا که یک زن جوان است و مدت‌هاست درمانش قطع شده‌است را مورد مطالعه قرار دهد.